# 越南藤属
越南藤属（学名：Vietnamia）为夹竹桃科的一个属。产于越南北部。
现并入折冠藤属（Lygisma Hook.fil.）中。